# Grand Canal (Chablais)

Grand Canal bei Ollon mit rittlings darüber verlaufender Hochspannungsleitung Martigny-Romanel; Blick Richtung Norden; links Tanklager der Raffinerie Collombey

Der Grand Canal ist ein Entwässerungskanal in der Chablais-Ebene östlich der Rhone im schweizerischen Kanton Waadt.
Sein Pendant im westlichen Teil der Ebene im  Kanton Wallis ist der Stockalperkanal.

## Geografie

Flugaufnahme der Rhoneebene im Chablais. In der Mitte die Rhone, rechts unten deren Mündung in den Genfersee. Der Bogen des Grand Canal bei Chessel ist am linken Bildrand zu sehen. Fotografie: Werner Friedli, 1960 (ETH-Bibliothek)

Der 17 Kilometer lange Kanal liegt im Waadtländer Teil der Ebene neben der Rhone. Er beginnt südlich des Felsens von Saint-Triphon im Gebiet der Gemeinde Ollon in der Nähe der Auffahrt 18 St-Triphon an der Autobahn A9. Der Anfang des Sammelkanals liegt auf der Höhe von 385 Meter über Meer. Drei Kilometer weit verläuft der Graben direkt auf der Westseite der Autobahn und fliesst durch das Gemeindegebiet von Aigle. Im oberen Abschnitt begleiten mehrere Hochspannungsleitungen, die aus dem Wallis zu den Siedlungszentren bei Lausanne führen, den Kanal, einige Gittermasten stehen rittlings über dem Gewässer. Auf weite Strecken folgt auch die im Boden vergrabene Pipeline Gazoduc Suisse Romand dem Grand Canal.

Die Rhoneebene bei Aigle von Süden. Rechts von der Rhone der Grand Canal. Fotografie: Werner Friedli, 1964, vor dem Bau der Autobahn (ETH-Bibliothek)

In der Flur Pré Neyroud ändert er den Lauf in nordwestliche Richtung, passiert das Gewerbegebiet von Le Grand-Pré sowie die Kläranlage von Aigle. In diesem Bereich lag früher zwischen dem Grand Canal und der Rhone noch ein Seitengraben, den man Petit Canal oder auch Canal sacondaire nannte. Er wurde nach der Mitte des 20. Jahrhunderts bei der Melioration der Ebene von Aigle aufgegeben.
Der Grand Canal unterquert das künstliche Gerinne des grossen Wildbaches La Grande Eau, der von Osten aus dem Diableretsgebiet beim Col du Pillon zur Rhone herabfliesst, kurz vor dessen Mündung in diesen Fluss. In der Grande Eau verläuft hier die Gemeindegrenze von Aigle und Yvorne.
Im Gebiet von Yvorne liegt der Kanalgraben östlich des grossen Waldes von Iles des Clous neben der Rhone, der einen Rest des früheren Auenwaldes darstellt, und führt dann gegen Nordwesten durch die offene Ebene. Beim Treffpunkt der Gemeindegrenzen von Yvorne, Roche und Chessel trifft der grössere Entwässerungsgraben Fossé des Grand Marais von rechts auf den Grand Canal.
Der Hauptkanal fliesst dann durch das Gebiet von Chessel und erreicht bei Crebelley das Gemeindegebiet von Noville, in welchem mit einer Länge von vier Kilometern der grösste Teil des Kanallaufs liegt. Dieser Abschnitt durchquert neben offenem Landwirtschaftsareal auch mehrere Waldstücke sowie einige trotz der vielen Drainagemassnahmen noch erhaltene Feuchtgebiete.
Der Kanal führt das Oberflächenwasser durch die Rhonebene gegen Nordwesten und mündet nördlich von Noville zwei Kilometer östlich der Rhonemündung in den Genfersee. Auf dem letzten Abschnitt durchquert er das grosse Naturschutzgebiet Les Grangettes. Der Kanal ragt mit geraden Seitendämmen weit in den See hinaus, um die Ufererosion zu mindern. Nach einem Gefälle von nur 13 Metern auf die gesamte Länge des Kanals fliesst sein Wasser in den Genfersee, dessen Oberfläche auf 372 Meter über Meer liegt.
Entlang des Grand Canal liegen mehrere kleine Seen, etwa der Etang Avale und der Etang de Versevey, die teilweise im 20. Jahrhundert durch die Kiesgewinnung in der Schwemmebene entstanden sind.
An die ehemaligen weiten Feuchtgebiete in der Rhoneebene erinnern noch zahlreiche Flurnamen, die aus dem frankoprovenzalischen Dialekt oder dem Regionalfranzösischen stammen wie etwa La Désertaz, Praz, La Tourbière, Marais au moine, Marais rond, Grand-Marais, L’essert.
Dem Grand Canal folgen fast auf seiner ganzen Länge beidseits Flurwege oder Fahrstrassen, die ausser der Land- und der Forstwirtschaft auch dem Langsamverkehr dienen. Abschnitte von Wanderwegen führen dem Kanal entlang. Im ganzen überqueren 18 Brücken und Stege sowie die Flussüberführung der Grande Eau und der Aquädukt eines kleinen Entwässerungskanals den Kanal, der zudem von zwei Strassendämmen bei der Autobahnauffahrt Aigle überdeckt ist. An dieser Stelle überquert neben der Strasse auch die Linie der Aigle-Ollon-Monthey-Champéry-Bahn den Grand Canal. Südlich von Aigle überdeckt ihn die breite Brücke Pont des Raffineries, auf welcher nebeneinander die Strasse in das Industriequartier Les Iles und die Rangiergeleise des Verladebahnhofs der Raffinerie Collombey liegen.

Verladebahnhof der Raffinerie Collombey. Im Vordergrund links die breite Strassen- und Bahnbrücke Pont des Raffineries über den Grand Canal. Fotografie: Werner Friedli

## Geschichte
Der Kanal entstand abschnittsweise im frühen 20. Jahrhundert, weil nach der Ersten Rhonekorrektion in der unteren Rhoneebene, die um 1830 begann, der Abfluss der Seitenbäche und aus den Sumpfgebieten in den Fluss wegen der neuen Seitendämme unterbrochen war. Die Bauarbeiten am Grand Canal dauerten bis 1920, als der oberste Teil bei Saint-Triphon geöffnet wurde.
Mit einem Netz von zahlreichen Entwässerungsgräben, die in den Grand Canal münden, hat man im 19. und 20. Jahrhundert nach und nach viele Gebiete der einst ausgedehnten Sümpfe trockengelegt und für landwirtschaftliche Kulturen entwickelt. Bei den kommunalen Flurbereinigungen sind vielerorts die Entwässerungsgräben durch im Boden verlegte Drainagerohre ersetzt worden. Der Bach Bey, der von Roche aus westlich von Rennaz durch die Ebene floss und bei Noville in den Grand Canal mündete, verschwand in der Zeit des Zweiten Weltkriegs grösstenteils unter dem Boden.
Von 2002 bis 2020 führte der Kanton Waadt im Hinblick auf die Dritte Rhonekorrektion ein Bauprogramm mit verschiedenen Massnahmen in der Ebene und am Grand Canal durch. Um 2019 begann im Auftrag der Landschafts- und Umweltdirektion des Kantons Waadt die Renaturierung eines Kanalabschnitts bei Yvorne. Das Gerinne erhielt etwas mehr Platz und der offene, schnurgerade Kanal wurde in einen natürlicheren Gewässerzustand versetzt, um bessere Lebensbedingungen für die heimische Fauna zu schaffen. Zugleich wurde eine Starkstromleitung in diesem Bereich verkabelt und in den Boden verlegt. Auf neu geschaffenen Naturflächen am Kanal hat man inzwischen seltene Pflanzen nachgewiesen.
Weil der Grand Canal aus vielen Flächen, die von jüngeren Siedlungsgebieten und Verkehrsbauwerken bedeckt sind, nicht mehr alles Oberflächenwasser abführen kann, plante der Kanton zusätzlich den Bau von zwei weiteren Sammelkanälen bei Noville: den Canal du Haut-Lac und den Canal de Praz-Riond. Das neue Entwässerungsregime wurde unter anderem wegen des Baus des neuen Akutspitals Riviera-Chablais bei Rennaz nötig.